# The Chair (2007)
The Chair ist ein kanadischer Horrorfilm aus dem Jahr 2007, frei nach Edgar Allan Poes Kurzgeschichte The Facts in the Case of M. Valdemar von 1845. Regie führte Brett Sullivan. Drehbuchautor Michael Capellupo übernahm eine kleine Nebenrolle als Zahnarztpatient.

## Handlung
Die Studentin Danielle ist gerade in ein neues Haus eingezogen, da beginnt es darin zu spuken. Gegenstände bewegen sich wie von Geisterhand, Danielle sieht Nebelschwaden durch die Flure ziehen. Auf der Suche nach einer Erklärung entdeckt sie hinter einer Zwischenwand Hinweise auf den Kindermörder Crowe und einen Zauberer namens Mordecai. Um die Sache nicht allein durchstehen zu müssen und im Zweifelsfall Zeugen vorweisen zu können, bittet sie ihre Schwester Anna hin und wieder bei ihr zu übernachten. Bei Internetrecherchen finden sie ein Schwarzweiß-Video aus dem Jahr 1906, das den ergrauten Mordecai und einen am Stuhl fixierten jungen Mann zeigt. Der Legende nach soll Mordecai einen Mann bei lebendigem Leib begraben haben.
Danielle hat allmählich Gefühle und Erinnerungen, die sich nicht fremd anfühlen, aber dennoch neu für sie sind, als wenn sie von einem anderen Menschen stammen. Sie legt Verhaltensweisen an den Tag, die eigentlich typisch für einen Mann sind, so z. B. das Dehnen der Halsmuskulatur durch seitliches Neigen des Kopfes. Sie beginnt handwerkliche Tätigkeiten im Haus durchzuführen, was ebenfalls für Frauen – und speziell Danielle – eher untypisch ist. Sie beginnt sich für einen Nachbarsjungen zu interessieren, der häufig vor ihrem Haus auf der Straße spielt. Ein fremdes Wesen scheint Besitz von ihr ergriffen zu haben. Ihre Persönlichkeit wandelt sich von Tag zu Tag mehr. Ihrer Schwester gegenüber verhält sie sich kalt und abweisend. Sie brennt sich ein M für „Mörder“ in die Haut des Unterarms. Ein Zeichen, das auch Crowe am Unterarm trug.
Die immer aggressiver werdende Danielle fesselt ihre Schwester Anna, die sich in den letzten Tagen um Danielles Gesundheitszustand besorgt zeigte, an einen zum Folterinstrument umgebauten Stuhl, so wie schon Crowe fixiert war, als er von Mordecai hingerichtet wurde. Die Lederriemen werden durch eine aufwendig konstruierte Apparatur von Minute zu Minute enger geschürt, sodass Annas Atmung erschwert wird. Als Danielle kurz abgelenkt ist, kann sich Anna aus dem Stuhl befreien. Nun fesselt sie ihre Peinigerin ihrerseits mit Klebeband und verlässt das Haus. Auf einer CD, die Anna im Haus fand, verlautete die Info, dass auf Crowes Seele ein Fluch liegt, der gebrochen werden kann, indem jemand ein bestimmtes Musikinstrument im Cromewell Sanatorium spielt.
Als Anna am Grundstück des Sanatoriums eintrifft, steht zwar das Gebäude nicht mehr, aber Mordecai taucht plötzlich im Körper von Danielles Uni-Professor auf und hilft ihr den Fluch zu brechen. Er führt sie zu Crowes Grab. Nachdem sie es gemeinsam geöffnet haben, lässt Mordecai die Melodie der Spieluhr erklingen, die den Fluch beenden soll. Er prophezeit Anna, dass Crowes Seele höchstwahrscheinlich in den nächstfolgenden Sekunden in seinen Körper transferieren wird. Sodann soll Anna Hoffsteen erschießen. Denn mit Crowes Seele im Leib, ist er ein gefährlicher Verbrecher. Crowes Leichnam erwacht tatsächlich zu neuem Leben. Hoffsteen beschwört Anna, dass Crowes Seele nicht in ihn übergegangen ist. Trotzdem tötet Anna den Professor. Sie wurde zuvor instruiert, Hoffsteens Worte zu ignorieren, was immer er sagt.
Zurück in Danielles Haus kann sie zwar feststellen, dass Crowes Seele den Körper ihrer Schwester verlassen hat, aber der Fluch ist noch immer nicht gebannt. Der kleine Nachbarsjunge Jacob wird das nächste Medium.

## Hintergrund
Der Film wurde in Toronto gedreht, der Heimat des Regisseurs.
Gelegentlich wird der Film mit dem Titel The Chair – Explore Your Fear vertrieben.
Poes literarische Vorlage fand bereits in dem von Roger Corman gedrehten und 1962 veröffentlichten Episodenfilm Tales of Terror (dt. Der grauenvolle Mr. X) Verwendung.
Sullivan und Capellupo planten 2008 mit The Chair 2: Ressurrection of Crowe eine Fortsetzung des Horrorfilms zu drehen, setzten ihre Pläne aber nicht in die Tat um.

## Kritiken
Der Film wurde überwiegend positiv aufgenommen. Mehrfach gelobt wurde das überzeugende Spiel der Hauptdarstellerin und die geschickte Kameraführung, die dem Spannungsaufbau zugutekommt.

„Netter kleiner Horrorfilm, der sich der Themen Spukhaus und Besessenheit annimmt. […] Die Kamera arbeitet dabei nicht nur die räumlichen Gegebenheiten schön aus, indem sie etwa die Flure länger erscheinen lässt. Immer wieder nimmt sie eine subjektive Position ein, schaut aus dem Fenster, streift durch die Gänge, beobachtet Danielle bei ihren täglichen Verrichtungen. […] Dazu wabert im Hintergrund der Score, eher für einen Geräusch- und Klangteppich sorgend, denn für musikalische Untermalung. Sehr stimmungsvoll, und das nahezu ohne Effekte. […] Besonders Alanna Chisholm bietet eine famose Leistung, indem sie den charakterlichen Wandel von der verschreckten Studentin zur Besessenen sehr subtil und damit glaubhaft darstellt.“

„Sullivan hat nicht nur ‚unverbrauchte‘ Gesichter, sondern auch fähige Darsteller gecastet.[…] 'The Chair' ist ein kleiner, sehr kostengünstig (nicht billig!) hergestellter Film, in den die Beteiligten viel Herzblut investiert haben.“

„[A]us geringen Budgets weiß Sullivan durchaus aparte Filme zu zaubern, das hat er mit THE CHAIR ein weiteres Mal bewiesen. Schon zu Beginn fällt die außergewöhnliche Kameraarbeit ins Auge, die Bildgestaltung erfolgt sorgfältig und gekonnt. Interessante und teils auch einfach nur schön anzusehende Kamerafahrten und -perspektiven erzeugen mitunter ebenso sehr eine unheimliche und beklemmende Atmosphäre.“

„Origineller Spukfilm - leider lieblos synchronisiert.“

## Auszeichnungen
- 2007: Preis als bester Film auf dem Shriekfest
- 2008: Jurypreis für die beste Regiearbeit auf dem Canadian Filmmakers Festival
- 2008: Preis als herausragendes Filmdrama auf dem Winnipeg International Film Festival
- 2009: Dritter Platz des Chainsaw Awards für Lauren Roy als beste Nebendarstellerin

Quelle: